# 宗義如
宗 義如（そう よしゆき）は、対馬国府中藩8代藩主。

## 生涯
享保元年（1716年）10月18日、第6代藩主・宗義誠の長男として生まれる。享保15年（1730年）に父が死去したとき、若年のために家督は継げず、代わって叔父の方熈が継いだ。享保16年（1731年）5月、義如は方熈の養子となり、12月に従四位下、刑部大輔に叙位・任官される。享保17年（1732年）9月11日、方熈が隠居したため、家督を継いで第8代藩主となった。このとき、対馬守に任官され、12月に侍従に任官される。
朝鮮貿易の衰退などから対馬府中藩の財政は悪化していたが、享保17年（1732年）と享保19年（1734年）の大火などの災害もあってさらに財政悪化が進み、倹約令を出し、延享4年（1747年）には家臣の知行借上を強化するなどした。さらに家老を幕府に派遣して、補助金を得るように交渉した。これにより幕府から毎年1万両を与えられることになったが、寛延3年（1750年）に停止させられた。また、延享4年（1747年）に強訴が起こるなど、改革も効果は無かった。
宝暦2年（1752年）1月5日、当時対馬で流行していた疱瘡が原因で死去した。享年37。跡を弟で養子の義蕃が継いだ。

## 系譜
- 父：宗義誠（1692-1730）
- 母：竹、仙寿院 - 樋口真峯の娘
- 養父：宗方熈（1696-1760）
- 正室：喜和（1720-1754）、禰々姫、香厳院 - 細川宣紀の八女
- 側室：清樹院 - 佐伯市左衛門の姉
  - 三男：宗義暢（1741-1778） - 真孫数馬、宗義蕃の養子
  - 四男：俵如泰
  - 六男：樋口暢朝
- 側室：掃部 - 村江半弥の娘
  - 長男：宗如式
- 側室：イロ - 早田佐五衛門の娘
  - 五男：浅井如英
- 側室：土田宇平太の妹
- 側室：寺尾徳斎の姉
- 側室：鶴岡忠兵衛の妹
  - 七男：樋口暢英
  - 八男：浅井暢謙
- 養子
  - 男子：宗義蕃（1717-1775） - 実弟

## 偏諱を与えた人物
- 氏江如苗（実弟、のちの宗義蕃、次代（第9代）藩主）
- 宗 如式（ゆきのり、長男）
- 真孫如資（3男、のちに義蕃の養嗣子となり宗義暢に改名し第10代藩主となる。）
- 俵 如泰（4男）
- 浅井如英（5男）
- 樋口如連（従兄弟、養父である叔父・宗方熈（第7代藩主）の長男なので義兄弟でもある。方熈が継いでいた樋口家を継ぐ。）
- 村岡如喬（従兄弟、伯父・宗義方（第5代藩主）の三男）